# Phylogenetic Assignment of Named Global Outbreak Lineages
Phylogenetic Assignment of Named Global Outbreak Lineages (PANGOLIN) är ett mjukvaruprogram som utvecklats av medlemmar från COG-UK consortium. Programmet använder sekvenser från helgenomsekvensering av patientprover med viruset sars-cov-2 för att sortera in de olika virusen i "släktträd", samt namnge olika grenar av det.
Förkortningen pangolin betyder på engelska myrkotte, vilket är ett av de djur som misstänkts ha varit värd för sars-cov-2 innan viruset kom till människan. Programmet har alltså namngivits för att ge en lämplig förkortning. 